# Dolores Hart
Mẹ bề trên Dolores Hart sinh ngày 20 tháng 10 năm 1938 (lúc 10 giờ 30) là một nữ tu sĩ Công giáo người Mỹ và là cựu nữ diễn viên điện ảnh. Bà đã bắt đầu diễn xuất chung với Elvis Presley trong phim Loving You năm 1957, và từng đóng cặp với Stephen Boyd, Montgomery Clift, George Hamilton và Robert Wagner trong 10 phim.

## Cuộc đời và Sự nghiệp diễn viên
Bà có tên khai sinh là Dolores Hicks, là con duy nhất của nam diễn viên Bert Hicks và Harriett Hicks. Cha mẹ bà đã ly thân năm bà được 2 tuổi, rồi ly dị khi bà lên 3 tuổi. Bà đã theo đạo Công giáo khi lên 10 tuổi. Bà từng nói: "Tôi đã sớm phát triển ngay từ khi còn là một đứa trẻ. Cha mẹ tôi kết hôn với nhau khi họ 16 và 17 tuổi, và cả hai đều là người đẹp. Đạo diễn sân khấu Moss Hart đã ký với mẹ tôi – Harriett - một hợp đồng và sau đó họ đã cho tôi và cha tôi, Bert Hicks - một diễn viên thuộc kiểu Clark Gable - đóng phim, nên chúng tôi chuyển từ Chicago đến Hollywood. Tôi là một nhóc tì Hollywood. Chúng tôi sống ở Beverly Hills và tôi thường đi thăm nhiều nơi cùng với cha. Ông đã đóng một vai nhỏ trong phim 'Forever Amber.' Tôi luôn mong muốn được sống cuộc sống đó".
Hicks cũng có quan hệ họ hàng với nam ca sĩ Mario Lanza vì ca sĩ này kết hôn với người cô Betty Hicks của cô. Cô sống ở Chicago với ông bà ngoại, và học ở trường Công giáo St Gregory tại Chicago, không phải vì vấn đề giáo dục tôn giáo, nhưng vì trường đó gần nhà ông bà cô. Cô từng nói: "Ông bà tôi không muốn tôi phải đi học bằng xe điện". Chính nhờ ông cô - một người trông coi máy chiếu phim ở một rạp chiếu phim – người có lòng nhiệt tình với phim ảnh, đã ảnh hưởng tới quyết định theo nghề diễn viên của cô. Cô được xem những bộ phim chiếu ở rạp - nhưng không có âm thanh để không làm phiền giấc ngủ trưa của ông mình trong gian phòng đặt máy chiếu phim - và công việc của cô là đánh thức ông dậy khi hết cuộn phim.
Năm 11 tuổi, cô sống ở Beverly Hills với mẹ, khi đó đã tái hôn với Al Gordon, chủ một tiệm ăn. Lớn lên cô học đại học tại Marymount College, và sau đó đã đính hôn với kiến trúc sư Don Robinson ở Los Angeles, trước khi cô bước vào tu viện. Cô thừa nhận cô yêu anh "Tất nhiên, Don, em yêu anh". Nhưng Robinson nói: "Mỗi tình yêu không cần phải kết thúc tại bàn thờ". Robinson đã sống độc thân suốt đời, nhưng đã đến thăm cô mỗi năm vào dịp lễ Giáng Sinh và lễ Phục Sinh cho đến khi ông qua đời vào ngày 29 tháng 11 năm 2011, thọ 78 tuổi.
Năm 1956, Hicks đắt đầu dùng nghệ danh Dolores Hart khi cô đóng vai phụ "Susan "Susie" Jessup" trong phim Loving You phát hành năm 1957, do Elvis Presley đóng vai chính. Sau đó, Hart đã đóng thêm hai bộ phim nữa, trước khi lại diễn xuất chung với Elvis Presley trong phim King Creole năm 1958. Hart đã cho biết là chưa hề có một quan hệ 'thân mật' với Presley ngoài cảnh diễn xuất trên phim. Trong các cuộc phỏng vấn suốt sự nghiệp điện ảnh, Hart thường được hỏi: "Hôn Elvis là thế nào?". Hart cười khúc khích một chút khi nhớ lại "Tôi cho rằng giới hạn cho một nụ hôn trên màn hình lúc đó là một cái gì đó dài 15 giây. Nụ hôn đó đã kéo dài 40 năm". Sau đó Hart đã xuất hiện lần đầu trên sân khấu kịch Broadway, đoạt Giải Thế giới kịch nghệ (Theatre World Award) năm 1959 cũng như được đề cử cho giải Tony dành cho Nữ diễn viên xuất sắc nhất cho vai diễn trong The Pleasure of His Company.
Năm 1960 Hart đóng vai chính trong phim Where the Boys Are, một bộ phim hài về các sinh viên đại học trong kỳ nghỉ đầu mùa xuân. Trong phim này Hart đóng vai một nữ sinh viên tìm cách để xác định chính mình khi phải đối mặt với bản năng giới tính mới được phát hiện và sự được yêu chuộng đối với người khác giới. Hart đóng vai chính trong bộ phim Phanxicô thành Assisi năm 1961, trong đó cô đóng vai thánh Clare thành Assisi. Hart cũng đã phác thảo một tượng thánh Phanxicô thành Assisi, với cánh tay dang rộng, khi đóng phim này.
Hart tiếp tục đóng vai chính trong 4 bộ phim nữa, trong đó có vai chính trong phim The Inspector (Lisa) dựa trên một tiểu thuyết của Jan de Hartog, và phim này đã được đề cử cho Giải Quả cầu vàng cho phim chính kịch hay nhất. Vai diễn cuối cùng của cô là trong phim Come Fly with Me năm 1963, đóng chung với Hugh O'Brian.
Tại thời điểm này, Hart đã quyết định rời khỏi ngành công nghiệp điện ảnh, và hủy bỏ cuộc đính hôn với Don Robinson, để đi tu. Tuy không kết hôn với nhau, Don và Dolores vẫn là bạn thân và ông tiếp tục đến thăm bà tại Tu viện Regina Laudis ở Connecticut hàng năm trong suốt cuộc đời mình.
Người nữ diễn viên 24 tuổi trở thành nữ tu sĩ Công giáo dòng thánh Benedict (dòng Biển Đức) tại tu viện Regina Laudis ở Bethlehem, Connecticut trong năm 1963, và cuối cùng trở thành Nữ tu viện trưởng của tu viện này.

## Ơn thiên triệu
Khi Hart đóng phim Thánh Phanxicô thành Assisi ở Rome, bà đã được hội kiến Giáo hoàng Gioan XXIII, người đã ảnh hưởng tới ơn gọi của bà. Bà thưa với Ngài: "Con là Dolores Hart, nữ diễn viên đóng vai Clare". Ngài trả lời: "Tu sei Chiara!" ("Không, con là Clare!") (tiếng Ý).
Ban đầu Hart lấy tu danh là nữ tu Judith và khấn lần đầu ngày 29.6.1966, nhưng tới khi khấn vĩnh viễn vào ngày 11.7.1970 thì đổi lại là nữ tu Dolores. Ở tu viện, hàng ngày bà hát 8 giờ kinh nguyện bằng tiếng Latin.,
Hart - người được so sánh với Grace Kelly – đã có công phát triển dự án của tu viện Regina Laudis nhằm mở rộng kết nối cộng đoàn của mình thông qua nghệ thuật, nhờ sự nổi tiếng của mình. Paul Newman đã giúp bà bằng việc tài trợ cho một hệ thống ánh sáng, khi bà có ý lập một trường nghệ thuật mở cửa quanh năm và một sân khấu ngoài trời được trang bị tốt. Một người bạn khác, Patricia Neal - nữ diễn viên từng đoạt giải Oscar - giúp hỗ trợ sân khấu của tu viện. Mong mỏi của Hart là để đáp ứng nhu cầu phát triển và mở rộng nhà hát ngoài trời của tu viện và chương trình nghệ thuật cho cộng đồng Bethlehem địa phương. Mỗi mùa hè, 38 nữ tu của tu viện - với hơn 400 mẫu Anh (1,6 km2) đất nông thôn - giúp sân khấu cộng đồng một vở nhạc kịch, như trình diễn vở West Side Story năm 2008, sau khi đã từng trình diễn các vở Fiddler on the Roof, The Music Man và My Fair Lady những năm trước.
Dolores Hart trở thành tu viện trưởng của tu viện này từ năm 2001, tuy nhiên bà vẫn giữ chức thành viên của Viện Hàn lâm Khoa học và Nghệ thuật Điện ảnh, và những năm gần đây là nữ tu sĩ thành viên duy nhất có quyền bỏ phiếu bầu chọn trong Giải Oscar.
Một bộ phim tài liệu về cuộc đời của Hart có tên God Is the Bigger Elvis sản xuất năm 2011 đã được đề cử cho Giải Oscar cho phim tài liệu ngắn xuất sắc nhất năm 2012 và được chiếu trên kênh truyền hình HBO vào tháng 4 năm 2012. Hart đã tham dự Giải Oscar lần thứ 84 (năm 2012) cho phim tài liệu; bà đã từng bước lên thảm đỏ tham dự giải Oscar lần cuối cùng trong năm 1959 khi là một ngôi sao điện ảnh trẻ Hollywood đầy triển vọng.
Trong cuốn tự truyện The Ear of the Heart: An Actress’ Journey From Hollywood to Holy Vows (Ignatius Press xuất bản), viết chung với người bạn suốt đời Richard DeNeut và phát hành ngày 07.5.2013 – bà kể lại câu chuyện cuộc đời lạ lùng của mình, từ khi chào đời tại Chicago rồi trở thành người Công giáo, từ những cuộc phiêu lưu Hollywood của mình đến cuộc sống trong tu viện.
Ngày 14.8.2013 bà đã viếng thăm Graceland lần đầu để dự lễ tưởng niệm Elvis Presley

## Danh mục phim

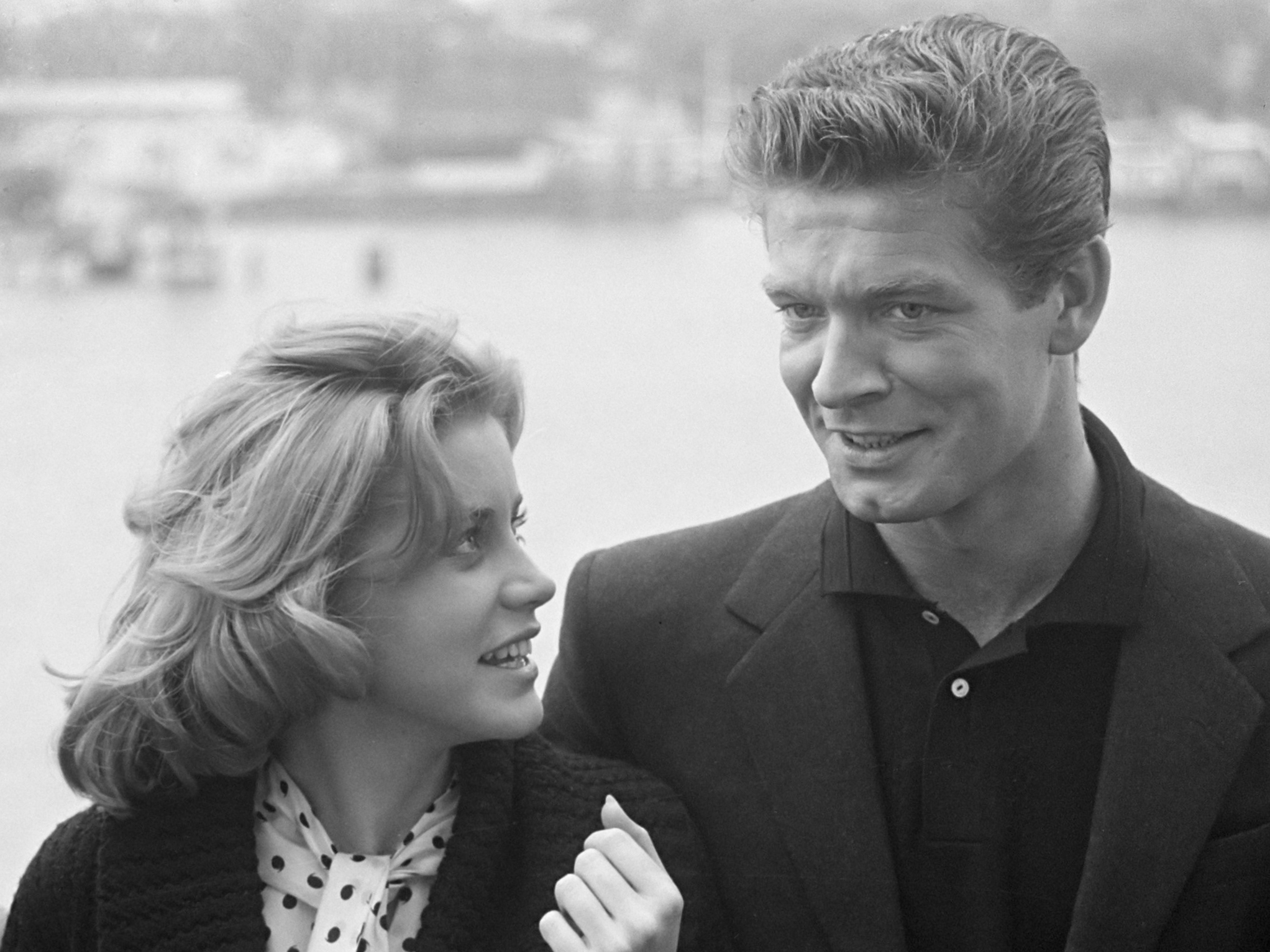
Dolores Hart và Stephen Boyd năm 1961

| Năm  | Tên phim                | Vai diễn        |
| ---- | ----------------------- | --------------- |
| 1957 | Loving You              | Susan Jessup    |
| 1957 | Wild Is the Wind        | Angie           |
| 1958 | Lonelyhearts            | Justy Sargent   |
| 1958 | King Creole             | Nellie          |
| 1960 | The Plunderers          | Ellie Walters   |
| 1960 | Where the Boys Are      | Merritt Andrews |
| 1961 | Francis of Assisi       | Clare           |
| 1961 | Sail a Crooked Ship     | Elinor Harrison |
| 1962 | The Inspector           | Lisa Held       |
| 1963 | Come Fly with Me        | Donna Stuart    |
| 2011 | God Is the Bigger Elvis | (bản thân)      |

| Năm  | Loạt phim                 | Tập                       | Vai diễn       |
| ---- | ------------------------- | ------------------------- | -------------- |
| 1957 | Alfred Hitchcock Presents | "Silent Witness"          | Claudia Powell |
| 1963 | The Virginian             | "The Mountain of the Sun" | Cathy Maywood  |